# Björn Malmgren
Björn A. Malmgren, född 4 mars 1942, död 24 februari 2025, var en svensk geolog och professor i marin geologi. 

## Biografi
Malmgren studerade vid Stockholms universitet och avlade filosofie kandidatexamen 1969 och filosofie doktorsexamen i historisk geologi och paleontologi 1974. Han var därefter två år som postdoktorforskare vid Graduate School of Oceanography, University of Rhode Island (URI). Han innehade en tjänst som forskarassistent vid Stockholms universitet under åren 1976–1982 och en tjänst som seniorforskare vid Stockholms universitet 1982–1983 och vid Uppsala universitet 1983–1988  med stöd av Naturvetenskapliga forskningsrådet (NFR). Malmgren erhöll docentkompetens 1977. Han utsågs till professor i Marin geologi vid Göteborgs universitet 1988, en tjänst som han innehade till sin pensionering 2007. Han var gästforskare vid University of Rhode Island, Woods Hole Oceanographic Institution och University of Puerto Rico at Mayagüez.
Malmgren invaldes i Kungliga Vetenskapsakademien 2001 som ledamot nr 1461. Han var ledamot av Naturvetenskapliga Forskningsrådet 1989–1995, Svenska Nationalkommittén för Geologi 1992–1999 och Vetenskapsrådet 2005–2007. Han har också deltagit som svensk representant i Information Handling Panel inom det internationella Ocean Drilling Program(en) (ODP) och i styrelsen för Lethaia-stiftelsen. Han har varit medlem av redaktionskommittén för tidskrifterna Marine Micropaleontology, Lethaia, Geologiska Föreningens i Stockholm Förhandlingar och Ife Journal of Science (Nigeria).

## Forskning
Malmgrens tidigare forskning var inriktad på studier av storlek och form hos planktoniska foraminiferer från tidig tertiär tid och från det nutida världshavet och hur morfologin är relaterad till klimatförhållanden. Han kom senare att inrikta sin forskning mot studiet av evolutionsmönster hos planktoniska foraminiferer från sentertiär tid. I en studie från 1981 påvisade han förekomsten av gradvisa morfologiska förändringar i ett antal morfologiska variabler under de senaste sex miljonerna år inom utvecklingslinjen Globorotalia inflata. Denna studie betraktas som ett av de tre bästa exemplen på gradvis evolutionär utveckling enligt Darwin, den evolutionsmodell som benämnes "phyletic gradualism". På basis av en annan liknande studie från 1983 av utvecklingslinjen Globorotalia tumida, publicerad i tidskriften Science, definierade Malmgren en alternativ evolutionär modell kallad "punctuated gradualism", som innebär relativ morfologisk stabilitet över en avsevärd del av en utvecklingslinjes totala varaktighet, men periodvis relativt snabb morfologisk förändring som ej ledde till förgrening av utvecklingslinjen. Tillsammans med modellerna “phyletic gradualism” och “punctuated equilibrium”  utgör "Punctuated gradualism" en av de tre evolutionsmodeller som anses förklara utvecklingen av livet på jorden.
Under 1980-talet ägnade sig Malmgren åt forskning kring planktoniska foraminiferer från slutet av krittiden (Maastricht-etaget). Han var den första att etablera kvantitativa biogeografiska mönster hos arter av planktoniska foraminiferer i det senkretaceiska världshavet. Dessa studier bidrog också till förståelsen av differentiell kalcitupplösning hos olika arter av planktoniska foraminiferer.
Sedan omkring 1990 var Malmgrens forskning till dels inriktad mot undersökningar av kvartära djuphavssediment tillsammans med medarbetare i olika länder med syfte att studera bland annat klimatutveckling i den marina miljön. Dessa studier har utförts i Karibiska Havet, Indiska Oceanen och Nordatlanten. En studie publicerad i tidskriften Nature 2007 utgjorde ett försök att rekonstruera orkanaktivitet i Karibien sedan 1750-talet. Pålitliga orkandata var dessförinnan tillgängliga endast tillbaka till mitten av 1940-talet. Undersökningen visade att den ökning av orkanaktiviteten som noterats sedan 1995 och som tillskrivits en uppvärmning av klimatet ej är en unik företeelse. Liknande perioder med hög orkanaktivitet har således förekommit flera gånger tidigare i historien och ökningen i orkanaktivitet under de senaste 15 åren är snarare en återgång till “normal” orkanaktivitet än ett svar på ökande havsvattentemperaturer.
Malmgren var sedan slutet av 1990-talet inblandad i klimatiska undersökningar av bland annat nederbördsmönster i Sverige, Karibien  och Sri Lanka. I Karibien har till exempel förekomst av fyra geografiskt distinkta nederbördszoner identifierats. Nederbörden styrs av El Niño-Southern Oscillation (ENSO) under större delen av året, men ett reverserat förhållande i sydöstra Karibien under sommaren. Däremot är relationen till North Atlantic Oscillation (NAO) svag och säsongsberoende.
Malmgrens forskning har genom hela hans karriär varit starkt inriktad på användandet av avancerad kvantitativ metodik (uni- och multivariatanalys och tidsserieanalys). Han har också utvecklat tillämpningen av artificiella neuronnätverk, en gren av området artificiell intelligens, på olika discipliner inom sitt ämnesområde. Han har till exempel använt sig av denna metodik för etablering av matematiska transferfunktioner avseende sambandet mellan mikrofossilfaunor och miljövariabler, såsom vattentemperaturen, i syfte att rekonstruera gångna tiders klimatutveckling.
Malmgrens vetenskapliga publicering har (2020) enligt Google Scholar drygt 3 700 citeringar och ett h-index på 36.